# Denise Richards
Pour les articles homonymes, voir Richards.
Denise Richards /dəˈniːs ˈrɪt͡ʃərdz/ est une actrice et mannequin américaine, née le 17 février 1971 à Downers Grove, dans l'Illinois.
Elle accède à la notoriété à la fin des années 1990 grâce à ses rôles dans les films Starship Troopers (1997), Sexcrimes (1998) ou encore Le monde ne suffit pas (1999).
Une trentaine d'années après ses débuts, elle jouit encore d’une grande notoriété aux États-Unis, en grande partie à cause de ses multiples démêlés très médiatisés avec son ex-époux, l’acteur Charlie Sheen. Entre 2008 et 2009, elle est même l'héroïne de sa propre émission de télé-réalité, Denise Richards: It's Complicated (en), qui suit sa vie de mère célibataire.
Depuis, elle joue régulièrement dans des téléfilms, apparaît dans diverses émissions de télévision mais aussi des séries B ou des direct-to-video. Depuis 2019, elle tient le rôle de Shauna Fulton dans le soap opéra de CBS Amour, Gloire et Beauté, petit-frère du soap Les Feux de l'amour.

## Biographie

### Jeunesse et formation
Denise Richards naît dans la banlieue de Chicago, à Downers Grove, son père est ingénieur et sa mère propriétaire d'un café. Elle a des ascendances néerlandaises, québécoises, irlandaises, anglaises et galloises. Au collège Tinley Park High School, ses professeurs ont tôt fait de remarquer ses dons et son vif intérêt pour les disciplines sportives : elle est pom-pom girl,.
À 15 ans, elle déménage avec ses parents et sa sœur Michelle à Oceanside, dans le sud de la Californie. Elle obtient son diplôme de fin d'études secondaires à la El Camino High School de la ville. Elle part pour Los Angeles où elle tente de percer dans le mannequinat. Elle décroche quelques contrats mais elle est handicapée par sa petite taille, 1,68 m. Elle se présente aussi à des castings d’actrices.

### Révélation commerciale

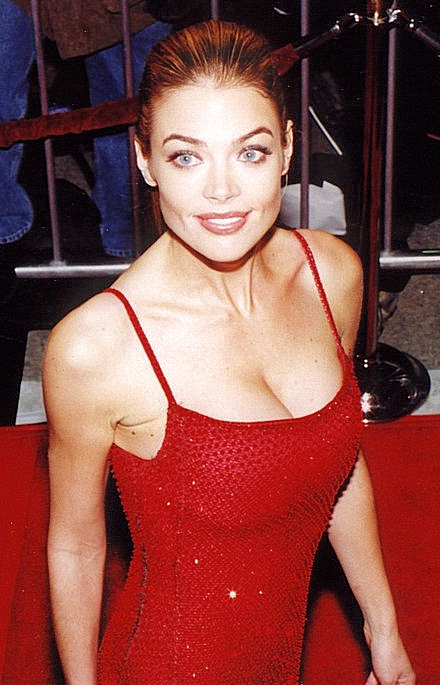
L'actrice en 1999 à Los Angeles, à la première de Le monde ne suffit pas.

En 1993, à 22 ans, l'actrice joue une fille de 15 ans dans un épisode de Seinfeld. Au cours des années 1990, elle enchaîne les apparitions dans diverses séries télévisées, Corky, Beverly Hills, Loïs et Clark ou encore trois épisodes de Melrose Place.
Mais elle se fait surtout connaitre au cinéma.
En 1997, elle tient un rôle de premier plan dans la superproduction de science-fiction, Starship Troopers de Paul Verhoeven. Le film, très attendu, reçoit des critiques mitigées, et rembourse à peine son budget. Sa dimension satirique ne sera appréciée que quelques années plus tard, et lancera même une franchise de productions de série B, sans Denise Richards.
En 1998, âgée de 27 ans, Richards retient vraiment l’attention du grand public grâce sa prestation de lycéenne sexy et manipulatrice dans le sulfureux Sexcrimes de John McNaughton. Sa scène d'amour avec Neve Campbell et Matt Dillon fait couler beaucoup d'encre. S’il ne réalise pas un score exceptionnel au box-office, le film acquiert néanmoins un statut de film-culte dans les années qui suivent comme l’atteste ses nombreuses rediffusions à la télévision et les quatre opus de la franchise créée pour tirer profit de son succès.
Le nouveau sex-symbol du cinéma américain se retrouve régulièrement, dans les années qui suivent, aux places d’honneur dans les classements des « Femmes les plus sexy du monde » établis par des magazines masculins du type FHM.
En 1999, elle confirme son statut en incarnant une James Bond girl (aux côtés de Sophie Marceau) dans le blockbuster Le monde ne suffit pas, réalisé par Michael Apted.
La même année, elle est à l’affiche de la comédie Belles à mourir, une histoire de guerre de reines de beauté dans le fin fond du Minnesota. C’est une comédie sans prétention mais qui est assez bien accueillie par la critique, même Libération trouve « réjouissant[e] » cette production[non neutre].
En 2001, elle prête ses traits à la très séduisante cousine de Ross et Monica dans un épisode de la très populaire sitcom Friends et apparaît dans cinq épisodes de la sixième et dernière saison de la sitcom Spin City. La même année, elle est à l'affiche d'un film d'horreur pour adolescents, Mortelle Saint-Valentin. Ce slasher movie est particulièrement malmené par la critique, pour le Nouvel Obs « Ce n'est pas un film, c'est un succédané de Scream ». Enfin, elle partage l'affiche de la comédie Good Advice avec Angie Harmon et Charlie Sheen. Le film est un flop critique et commercial.

### Passage au second plan et diversification

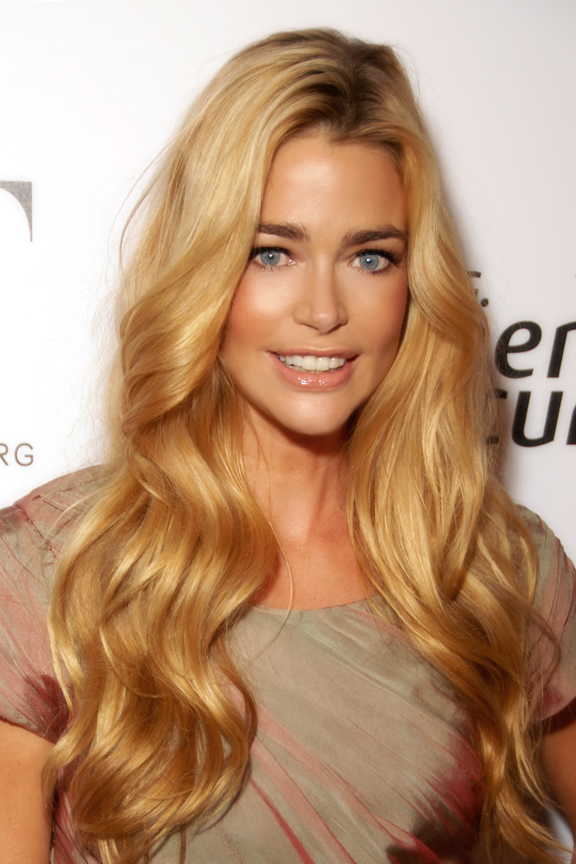
Denise Richards en 2009.

La décennie 2000 s'avère difficile pour l'actrice : elle se contente de venir agrémenter de ses charmes des « films pour ados » d'une qualité cinématographique souvent discutable.
Elle joue ainsi dans des comédies romantiques et/ou érotiques ou dans des parodies de films d'horreur comme Le temps passant, sans rôle marquant, elle doit se contenter de films sortant directement en DVD puis en VOD, comme Tous les mêmes avec Milla Jovovich (2007), Blonde and Blonder avec Pamela Anderson (2008) ou Hot babes (2009).
Elle tente de se rabattre vers la télévision : après des apparitions dans Mon oncle Charlie , la sitcom à succès de son compagnon Charlie Sheen, en 2005, elle devient l'actrice principale de la série Sex, Love and Secrets, mais le programme est arrêté après 10 épisodes, faute d'audience. Même insuccès l'année suivante avec le pilote sans lendemain de Secrets of a Small Town.
Elle finit surtout par faire de la télé-réalité : en 2008, elle est au centre de Pas facile d'être Denise Richards ! (Denise Richards : It's complicated) diffusée sur E! aux États-Unis et sur MCM en France. L'émission suit sa vie quotidienne de mère divorcée à Hollywood et montre comment elle gère sa carrière et sa communication. Sa vie conjugale et « post-conjugale » quelque peu mouvementée offre une matière abondante aux producteurs de l'émission, laquelle connaît 17 épisodes.
L'année suivante, elle participe à la huitième saison de Dancing with the Stars, avec notamment l'acteur français Gilles Marini et le cofondateur d'Apple, Steve Wozniak.

### Rôles réguliers
En 2010 et 2011, elle tient le rôle récurrent de Debra Simon dans deux des trois saisons de la sitcom Blue Mountain State.

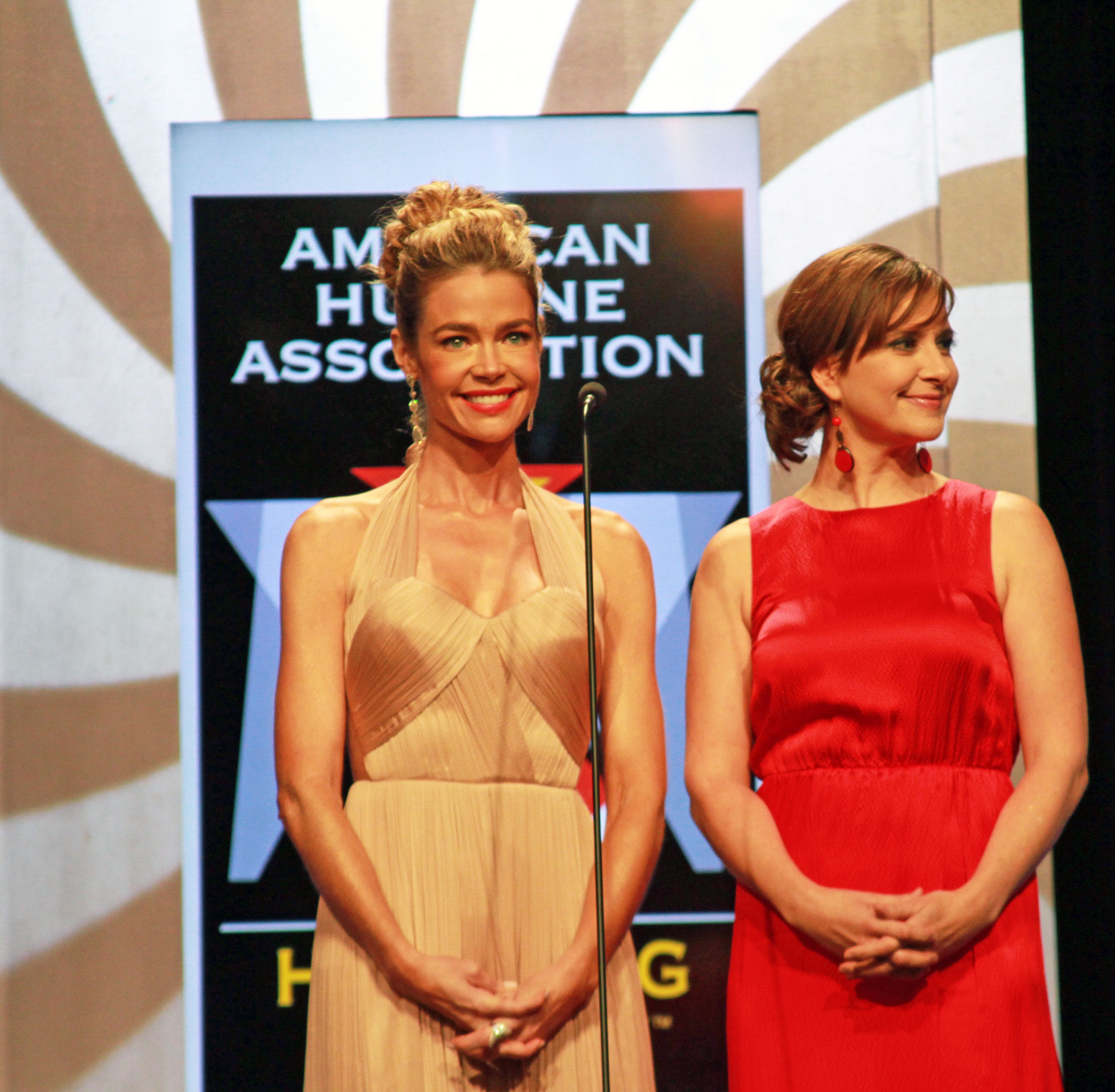
Denise Richards et Kellie Martin, lors de la cérémonie des Hero Dog Awards, en 2012.

Puis durant cette décennie, la « jeune première », la quarantaine passée, doit se résoudre à changer de positionnement pour se recentrer sur les rôles de femmes d'âge mûr au charme vivace (Cougars Inc., 2011).
En 2013 et 2014, elle joue le rôle de Karen Desai, mère d'un ado de 16 ans, dans la série à suspense Twisted. En 2015 elle rejoint, dans un rôle de MILF à nouveau, la distribution de Significant Mother, série en neuf épisodes.
Après plusieurs rôles dans des téléfilms et des films de série B, elle signe durant l'été 2018 pour rejoindre la distribution de l'émission de télé-réalité à succès The Real Housewives of Beverly Hills. L'année suivante, elle intègre, pour la première fois, la distribution principale d'un feuilleton télévisé lorsqu'elle accepte un rôle dans le soap opera populaire Amour, Gloire et Beauté.

### Vie privée
Le 15 juin 2002, Denise Richards épouse l'acteur Charlie Sheen, rencontré l'année précédente lors du tournage d'une sitcom, Spin City. Le couple a deux filles : Sam Katherine, née le 9 mars 2004, et Lola Rose, née le 1er juin 2005. En décembre 2004, elle pose nue dans le magazine Playboy. En mars 2005, elle entame une procédure de divorce. Ses déboires conjugaux font les délices de la presse à scandale. Elle y accuse Charlie Sheen des vices et crimes les plus odieux : dépendance au jeu, aux prostitués, à la « cyber-pédo-pornographie », violence, insultes à caractère ordurier devant leurs enfants.
En 2011, elle adopte une petite fille prénommée Eloise Joni. En 2012, elle a une aventure avec le guitariste de Bon Jovi, Richie Sambora.
Le 8 septembre 2018, elle épouse le comédien américain Aaron Phypers à Malibu. En juillet 2025, après presque 7 ans de mariage le couple annonce son divorce
En juillet 2025, Denise Richards obtient une ordonnance de protection temporaire contre son mari séparé, Aaron Phypers, l'accusant de violences conjugales répétées. Dans les documents judiciaires, elle affirme avoir été victime de coups, étranglements, commotions cérébrales, ainsi que de menaces de mort. Elle allègue également une surveillance abusive de ses communications numériques. L’un des incidents aurait eu lieu début juillet, peu avant que Phypers ne dépose une demande officielle de divorce. Ce dernier nie fermement toutes les accusations. Une audience est prévue pour août 2025 afin d'examiner la demande d'ordonnance de protection permanente.

## Filmographie

### Longs métrages
- 1993 : Alarme fatale (Loaded Weapon 1) : Cindy
- 1994 : Lookin' Italian (en) de Guy Magar : Elizabeth (direct-to-vidéo)
- 1994 : Tammy and the T-Rex : Tammy (direct-to-vidéo)
- 1997 : Nowhere de Gregg Araki : Jana
- 1997 : Starship Troopers de Paul Verhoeven : le lieutenant Carmen Ibanez
- 1998 : Sexcrimes (Wild Things) de John McNaughton : Kelly Lanier Van Ryan
- 1999 : Belles à mourir (Drop Dead Gorgeous) de Michael Patrick Jann : Rebecca 'Becky' Ann Leeman
- 1999 : Le monde ne suffit pas (The World Is Not Enough) de Michael Apted : Dr Christmas Jones
- 1999 : Tail Lights Fade (en) de Malcolm Ingram : Wendy (direct-to-vidéo)
- 2001 : Mortelle Saint-Valentin (Valentine), de Jamie Blanks : Paige Prescott
- 2001 : Le Courtier du cœur (Good Advice) de Steve Rash : Cindy Styne (direct-to-vidéo)
- 2002 : Empire de Franc. Reyes (en) : Trish
- 2002 : Opération funky (Undercover Brother) de Malcolm D. Lee et Gregory Dark : White She Devil
- 2002 : Une soirée parfaite (The Third Wheel) de Jordan Brady : Diana Evans (direct-to-vidéo)
- 2002 : Tous les mêmes (You Stupid Man) de Brian Burns : Chloe
- 2003 : Love Actually de Richard Curtis : Carla
- 2003 : Scary Movie 3 de David Zucker : Annie Logan
- 2004 : Yo puta (en) de María Lidón : Rebecca Smith
- 2004 : Mais où est passé Elvis ? (Elvis Has Left the Building) de Joel Zwick : Belinda (direct-to-vidéo)
- 2005 : Edmond de Stuart Gordon : B-Girl
- 2007 : Blonde and Blonder de Dean Hamilton et Bob Clark : Dawn St. Dom
- 2008 : Jolene de Dan Ireland : Marine
- 2009 : Finding Bliss (en) de Julie Davis : Bliss / Laura
- 2009 : Kambakkht Ishq de Sabbir Khan : elle-même
- 2009 : Hot Babes de Christian Forte : Autumn Bliss
- 2011 : Cougars, Inc (en), de K. Asher Levin : Judy (direct-to-vidéo)
- 2012 : Madea : Protection de témoins (Madea's Witness Protection) de Tyler Perry : Kate Needleman
- 2012 : Freeloaders (en) : elle-même (direct-to-vidéo)
- 2015 : Operation: Neighborhood Watch! de Mark Cartier : Denise Sorensen
- 2016 : A Life Lived de Riley Wood : Elizabeth
- 2017 : American Violence (en) de Timothy Woodward Jr. : Amanda Tyler
- 2017 : Altitude de Alex Merkin : Gretchen Blair
- 2017 : American Satan de Ash Avildsen : Kat Faust
- 2017 : A Violent Man de Matthew Berkowitz : Victoria
- 2018 : The Toybox (en) de Tom Nagel : Jennifer
- 2018 : The Prayer Box (en) de Kevan Otto : Karen (direct-to-vidéo)
- 2018 : 1st Born (en) de Ali Atshani et Sam Khoze : Christine (direct-to-vidéo)
- 2019 : Reality Queen! de Steven Jay Bernheim : Angelina Streisand (direct-to-vidéo)
- 2020 : Money Plane d'Andrew Lawrence : Sarah (direct-to-vidéo)
- 2020 : Les Aventuriers du Bout du Monde (Timecrafters : The Treasure of Pirate's Cove) de Rick Spalla : Victoria Dare
- 2021 : Send it ! d'Andrew Stevens : Catherine
- 2022 : Love Accidentally (en) de Peter Sullivan : Debra
- 2022 : The Junkyard Dogs de Jacob Cooney : Monica Sullivan
- 2023 : The Housekeeper de Stuart Altman : Kit Ash (direct-to-vidéo)
- 2024 : Angels Fallen : Warriors of Peace (en) d'Ali Zamani : Deborah (direct-to-vidéo)
- 2024 : Return to Wickensburg : Celine Lucas

### Télévision

#### Téléfilms
- 1995 : P.C.H. de Nelson McCormick : Jess (non créditée)
- 1996 : In the Blink of an Eye de Micki Dickoff : Tina Jacobs
- 1996 : Pier 66 (film) (en) de Michael Lange : Carlin Mills
- 1996 : 919 Fifth Avenue de Neil Hagar : Cathy Damore
- 2004 : Marions-les ! (I Do (But I Don't)) : Lauren Crandell
- 2012 : Les Naufragés du lagon bleu (Blue Lagoon: The Awakening) : Barbara Robinson
- 2014 : La Veuve noire (Fatal Acquittal) : Nora Grant
- 2015 : Un duo d'enfer pour Noël (A Christmas Reunion) : Amy Stone (également co-productrice)
- 2015 : Dans la peau de mon père (en) (Christmas Trade) de Joel Souza : Chloé
- 2017 : Mon amour, ma victoire (Tomboy) : Shelley Stanguard
- 2018 : Un Noël rock'n'roll (Christmas Break-In) : Heather Rush
- 2018 : La passion en héritage (Destined to Ride) : Tante Glo
- 2019 : Une étudiante sous emprise (The Secret Lives of Cheerleaders) : Candice Scott
- 2019 : Les aventures de Dally & Spanky (Adventures of Dally & Spanky) : Kelly Banks
- 2019 : L'Aventure magique de Noël (My adventures with Santa) : Valérie Nolan
- 2021 : Prête à tout pour une famille parfaite (Killer Cheer Mom) : Amanda Dillon
- 2023 : A Christmas Frequency : Brooke Walkins
- 2024 : Hunting Housewives : Karla Dodds

#### Séries télévisées
- 1990 : Corky, un adolescent pas comme les autres (Life Goes On) : Camille (saison 1, épisode 17)
- 1991 : Sauvés par le gong (Saved by the Bell) : Cynthia (saison 3, épisode 12)
- 1991 : Mariés, deux enfants (Married with Children) : Fille no 2 (saison 6, épisode 10)
- 1991 : Docteur Doogie (Doogie Howser, M.D.) : Alissa (saison 3, épisode 08)
- 1992 : Marshall et Simon (Eerie, Indiana) : Fille no 2 (saison 1, épisode 18)
- 1992 : Beverly Hills 90210 : Robin McGill (saison 2, épisode 28)
- 1993 : Seinfeld : Molly (saison 4, épisode 16)
- 1993 : Enquête privée (Bodies of Evidence) : Jennifer Ivey (saison 2, épisode 04)
- 1993 : Against the Grain (en) : Jodi Collins (2 épisodes)
- 1994 : L'Homme à la Rolls (Burke's Law) : Jennifer (saison 1, épisode 04)
- 1994 : Loïs et Clark : Les nouvelles aventures de Superman : Angela (saison 2, épisode 09)
- 1995 : Waikiki Ouest : Deirdre Mansfield (saison 2, épisode 1)
- 1995 : Surfers détectives (en) : Alex (saison 2, épisode 4)
- 1996 : Code Lisa : Valérie (saison 4, épisode 07)
- 1996 : Melrose Place : Brandi Carson (saison 4, épisodes 27 à 29)
- 2001 : Friends : Cassie Geller (saison 7, épisode 19)
- 2001 : Spin City : Jennifer Duncan (saison 6, épisodes 1, 2, 7, 8 & 11)
- 2003 - 2004 et 2011 : Mon oncle Charlie : Lisa (saison 1, épisode 10 ; saison 2, épisode 9 et saison 9, épisode 1)
- 2005 : Sex, Love and Secrets : Jolene Butler (8 épisodes)
- 2010 - 2011 : Blue Mountain State : Debra Simon (18 épisodes)
- 2012 : 30 Rock : elle-même (saison 6, épisodes 2 et 3)
- 2012 : Tatami Academy : Leona (saison 2, épisode 16)
- 2012 : 90210 Beverly Hills : Nouvelle génération : Gwen Thompson (saison 5, épisode 8)
- 2012-2013 : Anger Management : Lori (saison 1, épisode 5 et saison 2, épisode 11)
- 2013 - 2014 : Twisted : Karen Desai (19 épisodes)
- 2015 : Significant Mother : Pepper Spinner (saison 1, épisode 2)[29]
- 2015 : Vanity : Marion Bellerose (9 épisodes)
- 2016 : Jane the Virgin : Elle-même (saison 3, épisode 7)
- 2017 : A Girl Is a Gun : Nenuphar (web-série, 7 épisodes)
- 2017 : Girlfriends' Guide to Divorce : Temple Hampton (saison 4, épisode 1)
- 2018 : Alone Together : Jackie (saison 1, épisode 3)
- 2019-2022 : Amour, Gloire et Beauté (The Bold and the Beautiful) : Shauna Fulton
- 2019 : BH90210 : Elle-même (saison 1, épisode 6)
- 2020 - 2021 : FraXtur : Susan
- 2022 : The Guardians of Justice : Laura Lang
- 2025 : Paper Empire : Bentley (8 épisodes)

### Pilotes
- 2006 : Secrets of a Small Town : Brenda Rhodes
- 2016 : Rock in a Hard Place : Heather

## Télé-réalité et émissions de télévision
- 1999 : MTV Video Music Awards (présentatrice)
- 1999 : MTV Europe Music Awards (présentatrice)
- 2000 : MTV Movie & TV Awards (présentatrice)
- 2000 : ALMA Awards (présentatrice)
- 2005 : Victoria's Secret Fashion Show (participante)
- 2008 - 2009 : Pas facile d'être Denise Richards (Denise Richards: It's Complicated (en)) (2 saisons - également productrice exécutive)
- 2009 : Dancing with the Stars (candidate, saison 8, 13 épisodes)
- 2011 : The Marriage Ref (juré, 1 épisode)
- 2012 : Hero Dog Awards (présentatrice)
- 2017 : Battle of the Network Stars (candidate, 1 épisode)
- 2018 : To Tell the Truth (1 épisode)
- 2018 : Hero Dog Awards (présentatrice)
- 2015, 2019 - 2020, 2023 : Les Real Housewives de Beverly Hills : (saison 9 et 10, invitée saisons 5 et 13)
- 2025 : Denise Richards and the Wild Things

## Distinctions
Sauf indication contraire ou complémentaire, les informations mentionnées dans cette section proviennent de la base de données IMDb.

### Récompenses
- 1999 : The Stinkers Bad Movie Awards de la pire actrice dans un second rôle dans un drame d'action pour Le monde ne suffit pas (The World Is Not Enough) (1998).
- 20e cérémonie des Razzie Awards 2000 : Pire actrice dans un second rôle dans un drame d'action pour Le monde ne suffit pas (The World Is Not Enough) (1999).
- 2016 : Los Angeles International Underground Film Festival de la meilleure actrice dans un drame pour A Life Lived (2016).
- 2017 : Northeast Film Festival de la meilleure distribution dans un drame fantastique pour American Satan (2017) partagée avec Andy Biersack, John Bradley, Booboo Stewart, Malcolm McDowell, Mark Boone Junior, Drake Bell, Tori Black, Sebastian Bach, Olivia Culpo, Bill Duke, Jesse Sullivan, Patrick Muldoon et Bill Goldberg.

### Nominations
- 1998 : Blockbuster Entertainment Awards de la meilleure révélation féminine dans un film de science-fiction pour Starship Troopers (1997).
- 1999 : MTV Movie & TV Awards du meilleur baiser dans un drame pour Sexcrimes (Wild Things) (1998) partagée avec Matt Dillon et Neve Campbell
- 1999 : The Stinkers Bad Movie Awards du pire couple à l'écran dans un drame d'action pour Le monde ne suffit pas (The World Is Not Enough) (1999).partagée avec Pierce Brosnan
- 2000 : Blockbuster Entertainment Awards de la meilleure actrice dans un drame d'action pour Le monde ne suffit pas (The World Is Not Enough) (1999).
- 20e cérémonie des Razzie Awards 2000 : Pire couple à l'écran dans un drame d'action pour Le monde ne suffit pas (The World Is Not Enough) (1999) partagée avec Pierce Brosnan.
- 2004 : Phoenix Film Critics Society de la meilleure distribution dans une comédie romantique pour Love Actually (2003) partagée avec Hugh Grant, Colin Firth, Sienna Guillory, Liam Neeson, Lulu Popplewell, Emma Thompson, Kris Marshall, Heike Makatsch, Martin Freeman, Joanna Page, Chiwetel Ejiofor, Andrew Lincoln, Keira Knightley, Nina Sosanya, Martine McCutcheon, Laura Linney, Thomas Brodie-Sangster, Alan Rickman, Rodrigo Santoro, Rowan Atkinson, Claudia Schiffer, Bill Nighy, Gregor Fisher, Rory MacGregor, Carla Vasconcelos, Shannon Elizabeth, Elisha Cuthbert et Lúcia Moniz.
- 2017 : Northeast Film Festival de la meilleure actrice dans un second rôle dans un drame fantastique pour American Satan (2017).
- 2018 : Northeast Film Festival de la meilleure actrice dans un second rôle dans un film d'horreur surnaturel pour The Toybox (2018).
- 2020 : Soap Hub Award de la star préférée des réseaux sociaux.
- 2021 : Soap Hub Award de l'actrice préférée pour Amour, Gloire et Beauté.

## Voix françaises
En France, Denise Richards est régulièrement doublée par Barbara Delsol. Céline Mauge et Laurence Sacquet et Isabelle Langlois l'ont doublée à deux occasions.
Au Québec, Sophie Léger et Isabelle Leyrolles l'ont doublée trois fois chacune.